# سیارک ۳۷۴۵
سیارک ۳۷۴۵ (به انگلیسی: 3745 Petaev، نامگذاری:1949SF) سه هزار و هفتصد و چهل و پنجمین سیارک کشف شده‌است که در ۲۳ سپتامبر ۱۹۴۹ و در هایدلبرگ کشف شد.
قدر مطلق سیارک برابر ۱۴٫۲۰ است.